# Hermann Stieve

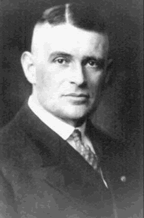
Hermann Stieve

Hermann Philipp Rudolf Stieve (* 22. Mai 1886 in München; † 6. September 1952 in Berlin) war ein deutscher Anatom, der sich insbesondere mit gynäkologischen Fragestellungen beschäftigte. Er war Professor für Anatomie und Histologie.

## Leben
Nach dem Abitur 1905 am Wilhelmsgymnasium München absolvierte der der evangelischen Konfession angehörende Hermann Stieve an den Universitäten München und Innsbruck ein Studium der Medizin. 1906 wurde er Mitglied des Corps Franconia München. Stieve leistete einen Militärdienst als einjährig-freiwilliger Arzt. 1912 wurde Stieve zum Dr. med. promoviert. Er leistete seine Praktika am Pathologischen Institut des Krankenhauses rechts der Isar und an der zweiten Medizinischen Universitätsklinik München. Ab 1913 arbeitete er als Assistent von Johannes Rückert am Anatomischen Institut München. Von 1914 bis 1917 war er als Frontarzt und dann an der Militärärztlichen Akademie München tätig und erhielt diverse militärische Auszeichnungen. Stieve habilitierte sich mit der Schrift Entwicklung des Eierstocks bei der Dohle in München für Anatomie, bevor er 1918 zweiter Prosektor an der Universität Leipzig bei Held wurde. Als Privatdozent lehrte er Anatomie und Anthropologie.
In den Jahren 1918/19 war Stieve Mitglied der DNVP. Im Zeitraum 1919/20 gehörte er dem Freikorps Leipzig an und unterstützte den Kapp-Putsch. Von 1920 an war er Mitglied der Organisation Escherich, bis diese aufgelöst wurde.
1920 wurde er in München auch zum Dr. phil. promoviert. 1921 erfolgte seine Berufung als ordentlicher Professor für Anatomie an die Vereinigte Friedrichs-Universität Halle-Wittenberg. Er übernahm zugleich als Nachfolger von Wilhelm Roux die Funktion als Direktor des Anatomischen Instituts der Universität. 1921 trat Stieve dem Stahlhelm bei. Bei seinen Forschungen zu Schwangeschaftsveränderungen der Scheide wurde er von Hugo Sellheim, dem Direktor der Universitäts-Frauenklinik in Halle unterstützt. Von 1923 bis 1928 war er Leiter des deutschen Hochschulausschusses für Leibesübungen.
Am 3. Mai 1933 wurde er vom Generalkonzil der Universität zum Rektor gewählt. Auf seine Veranlassung wurde die Universität Halle/Saale in Martin-Luther-Universität umbenannt. Vom Amt des Rektors trat er bereits Ende November 1933 wegen anhaltender Auseinandersetzungen mit der NS-Studentenschaft wieder zurück. Seine Nachfolge trat Hans Hahne an. Seine Stahlhelm-Mitgliedschaft wurde 1934 in die SA-Reserve II überführt.
1935 übernahm er eine Professur an der Friedrich-Wilhelms-Universität Berlin, wo er die Leitung des ersten Anatomischen Instituts und des Anatomisch-biologischen Instituts innehatte. Diese Funktionen übte er bis zu seinem überraschenden Tod nach einem Schlaganfall 1952 aus. Erst 1954 wurde mit Anton Johannes Waldeyer sein Nachfolger berufen.

## Familie
Der Vater von Hermann Stieve, Felix Stieve, war Geschichtsprofessor an der Universität München. Die Mediziner Friedrich-Ernst und Robert Stieve waren seine Söhne. Der Historiker und Diplomat Friedrich Stieve war sein Bruder, die Sozialarbeiterin Hedwig Stieve war seine Schwester.

## Wirken
Viele seiner Veröffentlichungen betrafen Fragen der Struktur der männlichen und weiblichen Geschlechtsorgane. Sein Hauptforschungsgebiet waren biologische und anatomische Veränderungen während des Geschlechtszyklus der Frau. Er untersuchte zyklische Veränderungen der menschlichen Vaginalschleimhaut, stellte prämenstruell einen größeren Blutreichtum und eine größere Dicke der Vaginalschleimhaut fest und berichtete 1925 über Veränderungen der Scheide während der Schwangerschaft. Forschungsgegenstand war insbesondere auch der Eierstock. Stieve gilt als Entdecker der grundlegenden morphologischen und funktionellen Zusammenhänge der Funktion der Keimdrüsen des Menschen. Sowohl grundlegende Fragen der Funktion der Hoden als auch der Eierstöcke und deren Abhängigkeit von äußeren Einflüssen wurden von ihm geklärt. Mit seinen Arbeiten zum durch Einflüsse der Umwelt bedingten Ausbleiben der Regelblutung schuf er Grundsteine für ein psychosomatisches Krankheitsbild. Im Jahr 1926 beschrieb Stieve Die Unfruchtbarkeit als Folge unnatürlicher Lebensweise.
Darüber hinaus war er Mitherausgeber der Fachzeitschrift Medizinische Klinik und Herausgeber der Zeitschrift für mikroskopisch-anatomische Forschung.
Stieve gehörte den Akademien der Wissenschaften von Stockholm, Uppsala und München sowie der Leopoldina in Halle (Saale) an. 1933 beantragte er den Austritt aus der Leopoldina, deren Präsident Abderhalden konnte ihn aber überzeugen das zurückzuziehen. Außerdem war er Mitglied des Nobelkomitees. Seit dem 19. Juli 1949 war er Mitglied der Deutschen Akademie der Wissenschaften zu Berlin.
1942 wurde er zum Korrespondierenden Mitglied der Deutschen Gesellschaft für Gynäkologie ernannt.
Ab 1950 gehörte Stieve dem Beirat der Deutschen Gesellschaft für Sexualforschung an.
Tätigkeit in der Zeit des Nationalsozialismus:

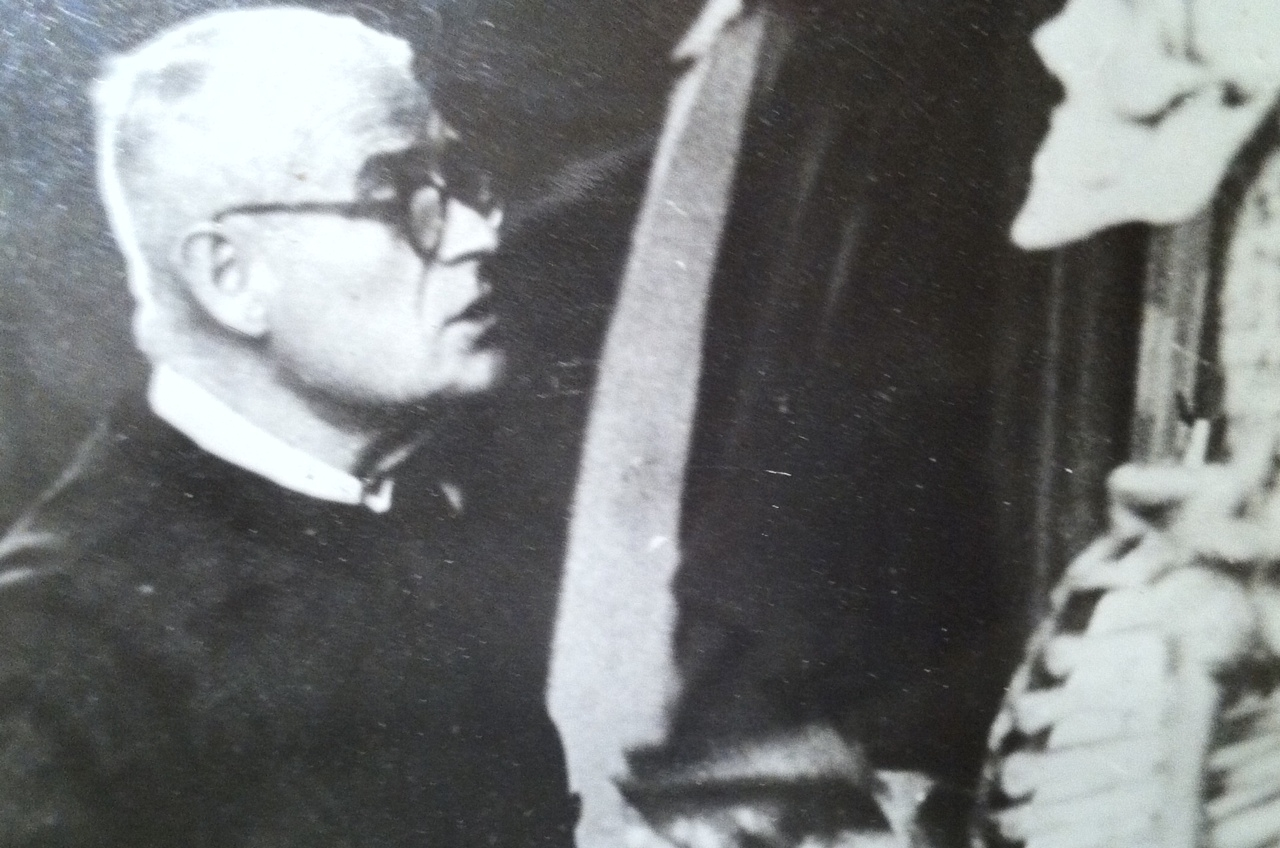
Stieve während einer Vorlesung, etwa 1943

Während seine wissenschaftlichen Leistungen allseitige Würdigung erfuhren, wird an seinen Verhaltensweisen in der Zeit des Nationalsozialismus zum Teil heftige Kritik geübt.
Problematisch an der Forschungsarbeit Stieves war das Fehlen geeigneter Forschungspräparate. Noch 1931 hatte Stieve sich gegenüber einem Kurator über die Schwierigkeiten seiner Forschungsarbeit schriftlich geäußert: „Es ist ungemein schwer, Eierstöcke von wirklich gesunden Mädchen aufzutreiben.“ In seiner Zeit in Halle wurden Untersuchungen an verschiedenen Tieren, vor allem Haushühnern, vorgenommen. Ein zentraler Aspekt war die Frage, ob der Eisprung anders als von Hermann Knaus und Kyūsaku Ogino vorausgesetzt, auch unerwartet, zum Beispiel in Schrecksituationen eintreten kann und es somit die von Knaus und Ogino angegebenen berechenbaren empfängnisfreien Tage nicht gäbe und äußere Einflüsse eine Rolle spielen.
In ersten Versuchsreihen war zu Hühnern ein Käfig mit einem Fuchs gestellt worden, um die Hühner einem plötzlichen Stressfaktor auszusetzen. In der Zeit der nationalsozialistischen Gewaltherrschaft nutzte Stieve das Unrechtssystem für seine Forschung in ethisch umstrittener Weise. 1938 äußerte er in Bezug auf die durch den Volksgerichtshof vermehrt ausgesprochenen Todesstrafen: „Durch die Hinrichtungen erhält das Anatomische und anatomisch-biologische Institut einen Werkstoff, wie ihn kein anderes Institut der Welt besitzt. Ich bin verpflichtet, diesen Werkstoff entsprechend zu bearbeiten, zu fixieren und aufzubewahren.“ Zwischen 1939 und 1945 erhielt Stieve, der nicht Mitglied der NSDAP war, 269 Körper toter Frauen aus den Haftanstalten und Lagern Ravensbrück und Plötzensee.
Stieve wird vorgeworfen, in mehreren Fällen auf Hinrichtungstermine dergestalt Einfluss genommen zu haben, dass die Organentnahme für wissenschaftliche Untersuchungen möglich wurde. In einer Notiz des Generalstaatsanwalts wird über eine Besprechung, zu der auch Stieve hinzugezogen wurde, mitgeteilt: „Als Ergebnis der Besprechung trage ich hiermit folgendes vor: Erwünscht ist (wegen der Bombardierungen) die Vollstreckung von Todesurteilen in Plötzensee auf den Abend zu verlegen und zwar auf 20 Uhr. Professor Stieve war hiermit einverstanden und erklärte, dass die Leichen dann noch am selben Abend zur Anatomie abgeholt werden könnten. Ein späterer Zeitpunkt sei für das Anatomische Institut aber nicht tragbar, weil sonst die Bearbeitung der Leichen zu Forschungszwecken sich zu spät in die Nacht hinein ausdehnen würde, so dass die beteiligten Ärzte nicht mehr mit den Verkehrsmitteln nach Hause kommen könnten.“
Auch sollen junge Frauen durch die jeweiligen Gefängnisärzte angehalten worden sein, einen Monatskalender zu führen. Es soll ihnen dann entsprechende Tage vor ihrem Eisprung der Hinrichtungstermin mitgeteilt worden sein, um so verwertbare Forschungsergebnisse zu erhalten. Diese Behauptungen von Bartsch sind allerdings nirgends belegt. Es findet sich auch sonst kein Hinweis auf eine entsprechende Einflussnahme irgendwelcher Art.
Gestützt auf solche Befunde kam Stieve zum Schluss, dass Schockerlebnisse binnen weniger Stunden einen vom Zyklus abweichenden Eisprung auslösen können. Er verheimlichte die Quelle seines Untersuchungsmaterials nicht. So schilderte er in der Zeitschrift „Das deutsche Gesundheitswesen“ am 15. September 1946 den Fall einer 22-jährigen Frau, deren Monatsblutung „infolge starker nervöser Erregung“ elf Monate lang ausgeblieben war. Aber plötzlich trat, „im Anschluss an eine Nachricht, die die Frau sehr stark erregt hatte (Todesurteil), eine Schreckblutung ein. Am folgenden Tag starb die Frau plötzlich durch äußere Gewalteinwirkung…“. Bei der Frau handelte es sich um die am 5. August 1943 um 19.42 Uhr enthauptete Widerstandskämpferin Cato Bontjes van Beek. Andere Opfer des NS-Regimes, die von Stieve seziert wurden, waren beispielsweise Wanda Kallenbach, Elfriede Scholz, Helene Delacher, Erika von Brockdorff, Liane Berkowitz und Wera Apollonowna Obolenskaja. Von seiner Bereitschaft, die Körper Hingerichteter für seine Forschungszwecke zu nutzen, machte Stieve mindestens eine Ausnahme: Er verweigerte die Annahme der Körper der Attentäter vom 20. Juli 1944.
Bei dem Bevollmächtigten für das Gesundheitswesen Karl Brandt war Stieve ab 1944 noch Angehöriger des wissenschaftlichen Beirates.
Stieve selbst äußerte sich zu der Frage der Ethik seines Handelns: „Ich selbst habe alle Leichen, die der Anatomie in der Zeit der nationalsozialistischen Schreckensherrschaft überwiesen wurden, seziert und habe mich dabei bemüht, die erhobenen Befunde für meine wissenschaftlichen Arbeiten und dadurch zum Wohle der Menschheit zu verwerten.“ Von offizieller Seite gab es an seinem Handeln auch nach dem Ende der nationalsozialistischen Diktatur zunächst keine Kritik. Das Neue Deutschland, Zentralorgan der DDR-Regierungspartei SED, schrieb in seinem Nachruf: „Groß waren seine Taten. In seinem Werk wird er weiterleben“.
Am 13. Mai 2019 wurden die sterblichen Überreste von NS-Opfern auf dem Dorotheenstädtischen Friedhof in Berlin beigesetzt. Es handelt sich um Gewebeproben von Menschen, die in Plötzensee ermordet wurden, meistens als politische Gegner des Regimes. Die Proben waren 2016 von den Erben Stieves in seinem Nachlass gefunden und der Charité übergeben worden. Dort erkannte man ihre Herkunft und beauftragte Johannes Tuchel als Leiter der Gedenkstätte Deutscher Widerstand, ihre Herkunft zu untersuchen. Besonders interessierte sich Stieve für die Körper junger Frauen. Tuchel belastet Stieve schwer: Wir haben aufgearbeitet, dass er dem Reichsjustizministerium systematisch bei der Spurenverwischung dieser Justizverbrechen half. Demnach stellte das NS-Justizministerium dem Mediziner die Leichen kurz nach der Hinrichtung zum Sezieren zur Verfügung. Im Gegenzug habe Stieve dafür gesorgt, die Körper der Getöteten einzuäschern und anonym bestatten zu lassen. Besonders interessierte sich Stieve für die Körper junger Frauen, da er an der Funktionsweise der Monatsblutung forschte.
Über seine Obduktionen führte Stieve Listen. Er selbst sezierte demnach 184 Menschen, darunter 172 Frauen. Auch von den 18 enthaupteten Frauen der Widerstandsgruppe Rote Kapelle sezierte Stieve die 13 jüngeren. Hier findet sich zum Beispiel der Name von Libertas Schulze-Boysen, der Ehefrau von Harro Schulze-Boysen. Das Ehepaar war am 22. Dezember 1942 hingerichtet worden.

## Ehrungen
Stieve erhielt während seiner Militärzeit diverse Auszeichnungen, darunter das Eiserne Kreuz II. Klasse, der Königlich bayerische Militärverdienstorden IV. Klasse mit Schwertern und das Ritterkreuz des Franz-Joseph-Ordens mit Kriegsdekoration. Außerdem verlieh ihm Franz Salvator von Österreich-Toskana im Jahre 1916 das Ehrenzeichen für Verdienste um das Rote Kreuz II. Klasse.
Der in Berlin-Lichterfelde im Westteil Berlins lebende Stieve erhielt auch den Nationalpreis der DDR.
Nach seinem Tod wurde Stieve zum Ehrenmitglied der Deutschen Gesellschaft für Gynäkologie und Geburtshilfe ernannt. Diese Ehrenmitgliedschaft wurde ihm wie auch Hans Hinselmann mittlerweile aufgrund seines Verhaltens in der NS-Zeit wieder aberkannt.